# Montsecret
Montsecret foi uma comuna francesa na região administrativa da Normandia, no departamento Orne. Estendia-se por uma área de 10,53 km². Em 2010 a comuna tinha 666 habitantes (densidade: 63,2 hab./km²).
Em 1 de janeiro de 2015, passou a formar parte da nova comuna de Montsecret-Clairefougère.